# Règle des moments
En physique, la règle des moments, ou règle du levier, règle des bras de levier, règle des segments inverses, règle des conodes, est une construction graphique qui permet de quantifier les proportions de deux phases en équilibre dans un diagramme de phases représentant la pression ou la température en fonction de la composition d'un mélange binaire (comportant deux espèces chimiques).

## Énoncé

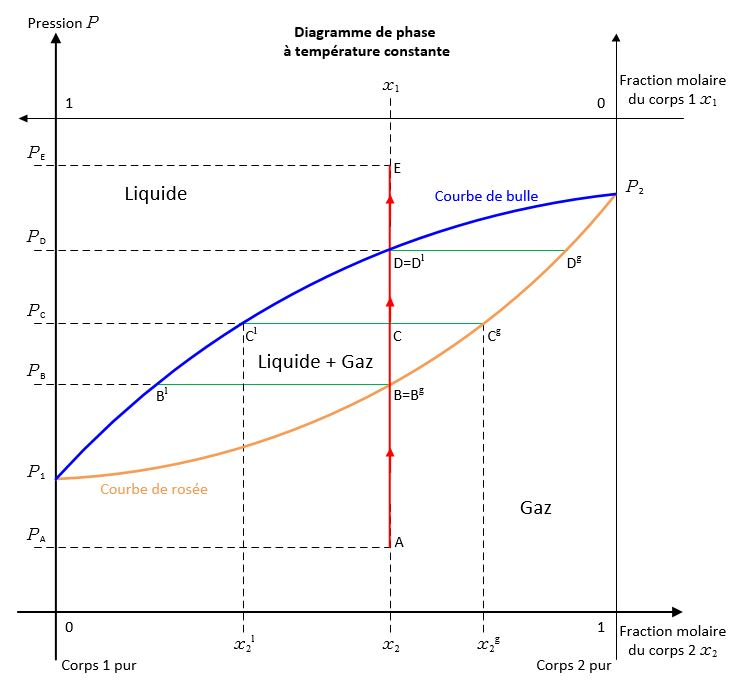
Diagramme de phases isotherme. Principes.

L'exemple pris ici concerne un équilibre liquide-vapeur (gaz), mais peut être transposé à tout autre équilibre de phases.

### Diagramme de phases
Un diagramme de phases isotherme représente, à température donnée constante, la pression en fonction de la composition d'un mélange. Un diagramme isobare représente, à pression donnée constante, la température en fonction de la composition d'un mélange. Ces deux types de diagramme sont utilisés pour des mélanges binaires, constitués de deux espèces chimiques, notées ici {\displaystyle 1} et {\displaystyle 2}. Les fractions molaires de ces deux espèces répondent donc à la contrainte {\displaystyle x_{1}+x_{2}=1}. Une courbe de pression ou de température peut ainsi n'être représentée qu'en fonction d'une seule de ces deux fractions : {\displaystyle P=P\!\left(x_{2}\right)} à température donnée, ou {\displaystyle T=T\!\left(x_{2}\right)} à pression donnée.
Les courbes reportées sur ces diagrammes représentent les conditions opératoires dans lesquelles débutent les transitions de phase, elles délimitent les domaines d'existence des différentes phases du mélange. Un domaine du diagramme dans lequel n'existe qu'une seule phase est délimité par des courbes fonctions de la composition de cette phase. Par exemple, dans le diagramme ci-contre, le domaine d'existence de la phase liquide seule (aux hautes pressions) est délimité par la courbe de bulle (bleue) {\displaystyle P=P\!\left(x_{2}^{\text{l}}\right)} tracée en fonction de la composition du liquide ; cette courbe représente les conditions de transition du liquide vers la vapeur dans lesquelles apparait la première bulle de gaz. Le domaine d'existence de la phase gaz seule (aux basses pressions) est délimité par la courbe de rosée (orange) {\displaystyle P=P\!\left(x_{2}^{\text{g}}\right)} tracée en fonction de la composition du gaz ; cette courbe représente les conditions de transition de la vapeur vers le liquide dans lesquelles apparait la première goutte de liquide.
Entre deux domaines représentant des phases seules, il peut exister un domaine dans lequel les deux phases coexistent en équilibre. Par exemple, dans le diagramme ci-contre, il existe, entre les domaines du liquide seul et du gaz seul, un domaine dans lequel les deux phases coexistent. Dans ce type de domaine, les compositions des phases en équilibre sont données par les intersections des courbes limitrophes et de la droite horizontale isobare ou isotherme (selon le type de diagramme). Dans le diagramme ci-contre, au point {\displaystyle {\mathsf {C}}} dans le domaine de coexistence des phases liquide et gaz, la composition de la phase liquide est donnée par le point {\displaystyle {\mathsf {C}}^{\text{l}}} sur la courbe de bulle et la composition de la phase vapeur par le point {\displaystyle {\mathsf {C}}^{\text{g}}} sur la courbe de rosée, les trois points étant à la même pression {\displaystyle P_{\mathsf {C}}}. Au point {\displaystyle {\mathsf {C}}} le corps {\displaystyle 2} a une fraction molaire {\displaystyle x_{2}^{\text{l}}} en phase liquide et {\displaystyle x_{2}^{\text{g}}} en phase gaz. Le point {\displaystyle {\mathsf {C}}}, lui, se situe à une fraction molaire {\displaystyle x_{2}} comprise entre {\displaystyle x_{2}^{\text{l}}} et {\displaystyle x_{2}^{\text{g}}}. Le segment de droite horizontal {\displaystyle \left[{\mathsf {C}}^{\text{g}}{\mathsf {C}}^{\text{l}}\right]} qui joint les deux courbes limitrophes du domaine biphasé est appelé conode,.

### Démonstration et énoncé de la règle
On suppose que le mélange est constitué d'une quantité de matière totale {\displaystyle n}, dont une quantité {\displaystyle n_{2}} de l'espèce {\displaystyle 2}. On a par définition la fraction molaire globale du corps {\displaystyle 2} :
{\displaystyle x_{2}={n_{2} \over n}}
Lorsque le mélange est biphasique au point {\displaystyle {\mathsf {C}}}, la quantité de matière se répartit entre une quantité {\displaystyle n^{\text{l}}} en phase liquide, dont une quantité {\displaystyle n_{2}^{\text{l}}} de l'espèce {\displaystyle 2}, et une quantité {\displaystyle n^{\text{g}}} en phase vapeur, dont une quantité {\displaystyle n_{2}^{\text{g}}} de l'espèce {\displaystyle 2}. Les bilans de matière donnent :
{\displaystyle n=n^{\text{l}}+n^{\text{g}}}
{\displaystyle n_{2}=n_{2}^{\text{l}}+n_{2}^{\text{g}}}
Les fractions molaires du corps {\displaystyle 2} dans les deux phases sont définies par :
{\displaystyle x_{2}^{\text{l}}={n_{2}^{\text{l}} \over n^{\text{l}}}}
{\displaystyle x_{2}^{\text{g}}={n_{2}^{\text{g}} \over n^{\text{g}}}}
La longueur du segment {\displaystyle \left[{\mathsf {C}}{\mathsf {C}}^{\text{l}}\right]} vaut :
{\displaystyle x_{2}-x_{2}^{\text{l}}={n_{2} \over n}-{n_{2}^{\text{l}} \over n^{\text{l}}}={n_{2}^{\text{l}}+n_{2}^{\text{g}} \over n^{\text{l}}+n^{\text{g}}}-{n_{2}^{\text{l}} \over n^{\text{l}}}={n_{2}^{\text{g}}n^{\text{l}}-n_{2}^{\text{l}}n^{\text{g}} \over \left(n^{\text{l}}+n^{\text{g}}\right)n^{\text{l}}}}
La longueur du segment {\displaystyle \left[{\mathsf {C}}^{\text{g}}{\mathsf {C}}^{\text{l}}\right]} vaut :
{\displaystyle x_{2}^{\text{g}}-x_{2}^{\text{l}}={n_{2}^{\text{g}} \over n^{\text{g}}}-{n_{2}^{\text{l}} \over n^{\text{l}}}={n_{2}^{\text{g}}n^{\text{l}}-n_{2}^{\text{l}}n^{\text{g}} \over n^{\text{l}}n^{\text{g}}}}
On obtient la règle des moments, ou règle du levier, règle des bras de levier, règle des segments inverses, règle des conodes,,,,,,,, :
| Règle des moments ou règle du levier : {\displaystyle {\left[{\mathsf {C}}{\mathsf {C}}^{\text{l}}\right] \over \left[{\mathsf {C}}^{\text{g}}{\mathsf {C}}^{\text{l}}\right]}={x_{2}-x_{2}^{\text{l}} \over x_{2}^{\text{g}}-x_{2}^{\text{l}}}={n^{\text{g}} \over n^{\text{l}}+n^{\text{g}}}={n^{\text{g}} \over n}} |

Autrement dit, au point {\displaystyle {\mathsf {C}}}, le rapport des longueurs des segments {\displaystyle \left[{\mathsf {C}}{\mathsf {C}}^{\text{l}}\right]} et {\displaystyle \left[{\mathsf {C}}^{\text{g}}{\mathsf {C}}^{\text{l}}\right]} permet de déterminer la proportion {\displaystyle n^{\text{g}}/n} de gaz dans le mélange. Ce paramètre est appelé taux de vaporisation ou fraction de vapeur :
On peut de même définir un taux de liquéfaction ou fraction de liquide : {\displaystyle \tau ^{\text{l}}={\left[{\mathsf {C}}{\mathsf {C}}^{\text{g}}\right] \over \left[{\mathsf {C}}^{\text{l}}{\mathsf {C}}^{\text{g}}\right]}={n^{\text{l}} \over n}=1-\tau ^{\text{g}}}.
Si le diagramme est exprimé en fonction de la fraction massique {\displaystyle w_{2}} du corps {\displaystyle 2} en place de la fraction molaire {\displaystyle x_{2}}, la règle des leviers donne la proportion en masse {\displaystyle m^{\text{g}}} de gaz rapportée à la masse totale {\displaystyle m} de mélange : {\displaystyle \tau ^{\text{g}}=m^{\text{g}}/m}.

## Variantes

### Autre grandeur molaire en abscisse
La règle des moments s'applique si l'abscisse représente une grandeur molaire {\displaystyle {\bar {X}}} (ou une grandeur massique) quelconque des phases (par exemple le volume molaire {\displaystyle {\bar {V}}}). Soit un mélange biphasique composé d'une quantité {\displaystyle n^{a}} de phase {\displaystyle a}, ayant la propriété extensive {\displaystyle X^{a}} (par exemple le volume), et d'une quantité {\displaystyle n^{b}} de phase {\displaystyle b}, ayant la propriété {\displaystyle X^{b}}. Le mélange biphasique a globalement la propriété {\displaystyle X=X^{a}+X^{b}}. On a par définition des grandeurs molaires :
- pour la phase {\displaystyle a} : {\displaystyle {\bar {X}}^{a}={X^{a} \over n^{a}}} ;
- pour la phase {\displaystyle b} : {\displaystyle {\bar {X}}^{b}={X^{b} \over n^{b}}} ;
- pour le mélange biphasique : {\displaystyle {\bar {X}}={X^{a}+X^{b} \over n^{a}+n^{b}}}.

La fraction de phase {\displaystyle b} est donnée par la règle des moments :

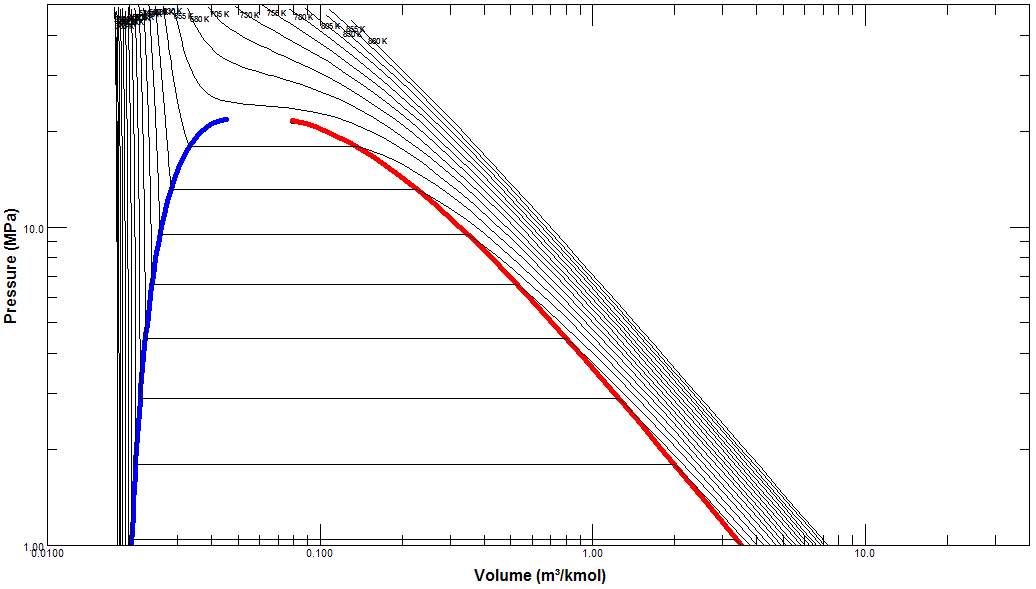
Courbes isothermes, pression en fonction du volume molaire.

Exemple sur un diagramme de Clapeyron
Sur le diagramme ci-contre, chaque courbe noire représente, pour une température donnée, la pression d'un corps pur en fonction de son volume molaire. Pour une courbe isotherme donnée :
- la branche à gauche de la courbe bleue, aux faibles volumes molaires, représente le corps pur à l'état de liquide seul ;
- la branche à droite de la courbe rouge, aux forts volumes molaires, représente le corps pur à l'état de gaz seul ;
- le plateau horizontal (appelé conode) joignant ces deux branches représente l'équilibre liquide-vapeur du corps pur à la température et la pression données.

Au point d'intersection du plateau et de la courbe bleue, le liquide a un volume molaire {\displaystyle {\bar {V}}^{\boldsymbol {\mathsf {L}}}}. Au point d'intersection du plateau et de la courbe rouge, le gaz a un volume molaire {\displaystyle {\bar {V}}^{\boldsymbol {\mathsf {G}}}}. Ces deux points sont aux mêmes pression et température et donnent les volumes molaires des deux phases liquide et gaz lorsqu'elles sont en équilibre dans ces conditions. On considère un point quelconque sur le plateau ; ce point représente un équilibre liquide-vapeur de volume molaire {\displaystyle {\bar {V}}} tel que {\displaystyle {\bar {V}}^{\boldsymbol {\mathsf {L}}}\leq {\bar {V}}\leq {\bar {V}}^{\boldsymbol {\mathsf {G}}}}. En ce point, la fraction de liquide vaut :
{\displaystyle \tau ^{\text{l}}={{\bar {V}}-{\bar {V}}^{\boldsymbol {\mathsf {G}}} \over {\bar {V}}^{\boldsymbol {\mathsf {L}}}-{\bar {V}}^{\boldsymbol {\mathsf {G}}}}={n^{\text{l}} \over n^{\text{l}}+n^{\text{g}}}}

### Diagrammes à pression et température constantes

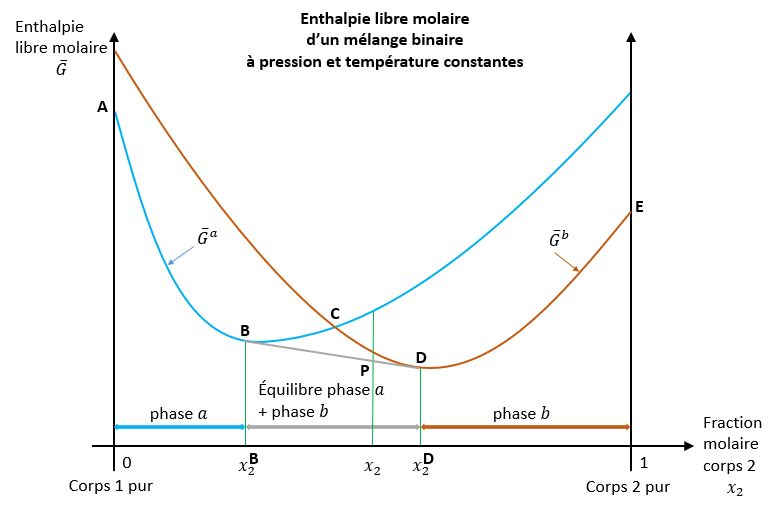
Enthalpie libre d'un mélange binaire à pression et température constantes.

Dans les diagrammes à pression et température constantes, où une propriété quelconque des phases est tracée en fonction de la composition ou d'une grandeur molaire, le théorème de Thalès permet d'appliquer la règle des moments dans les cas où le conode n'est pas parallèle à l'axe des abscisses.
Exemple
Dans le diagramme isobare et isotherme ci-contre, l'enthalpie libre molaire {\displaystyle {\bar {G}}} d'un mélange binaire est tracée en fonction de la fraction molaire {\displaystyle x_{2}} de l'un des constituant. Entre les points A et B la phase {\displaystyle a} est seule. Entre les points D et E la phase {\displaystyle b} est seule. Entre les points B et D, le segment de droite BD représente l'équilibre d'une phase phase {\displaystyle a} de composition {\displaystyle x_{2}^{\boldsymbol {\mathsf {B}}}} et d'une phase {\displaystyle b} de composition {\displaystyle x_{2}^{\boldsymbol {\mathsf {D}}}}. En un point P quelconque de ce segment, de fraction molaire {\displaystyle x_{2}}, la règle des moments donne :

## Application

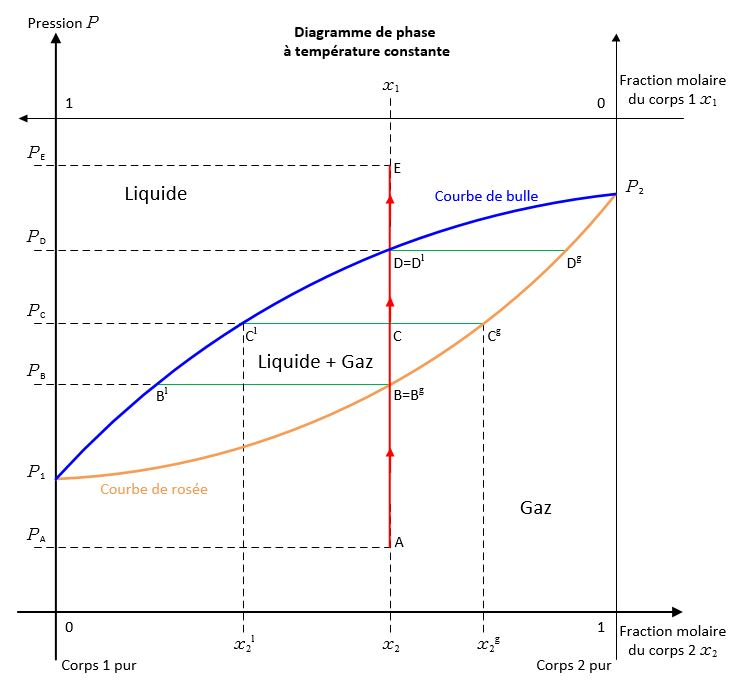
Liquéfaction d'un gaz binaire par compression à température constante. De A à B le gaz est seul. De B à D le gaz est en équilibre avec un liquide, la règle des moments s'applique. De D à E le liquide est seul.

L'exemple pris ici concerne un équilibre liquide-vapeur (gaz), mais peut être transposé à tout autre équilibre de phases. Le diagramme isotherme ci-contre a été construit pour deux corps (espèces chimiques), notés {\displaystyle 1} et {\displaystyle 2}, de pressions de vapeur saturante respectives {\displaystyle P_{1}} et {\displaystyle P_{2}} à la température du diagramme. Avec {\displaystyle P_{1}<P_{2}}, le corps {\displaystyle 2} est plus léger que le corps {\displaystyle 1} : il se liquéfie à une pression plus élevée pour une même température.
On suit le segment isoplèthe rouge du diagramme représentant la compression et la liquéfaction, à température constante, d'une quantité {\displaystyle n} d'un mélange comportant une quantité {\displaystyle n_{2}} de corps {\displaystyle 2}, soit une fraction molaire {\displaystyle x_{2}=n_{2}/n} de ce corps. Dans les conditions initiales, au point {\displaystyle {\mathsf {A}}} du diagramme, le mélange est entièrement gazeux. La pression augmente progressivement, à température constante. Entre les points {\displaystyle {\mathsf {A}}} et {\displaystyle {\mathsf {B}}} le mélange reste entièrement gazeux.
Au point {\displaystyle {\mathsf {B}}} apparait la première goutte de liquide, dont la composition est donnée par le point {\displaystyle {\mathsf {B}}^{\text{l}}}. Le mélange est entièrement gazeux, avec {\displaystyle \tau ^{\text{g}}=1} et {\displaystyle \tau ^{\text{l}}=0}.
Au point {\displaystyle {\mathsf {C}}} le mélange est biphasique. La composition {\displaystyle x_{2}^{\text{l}}} de la phase liquide est donnée par le point {\displaystyle {\mathsf {C}}^{\text{l}}}, celle {\displaystyle x_{2}^{\text{g}}} du gaz par le point {\displaystyle {\mathsf {C}}^{\text{g}}}. La règle des moments donne le taux de vaporisation {\displaystyle 0<\tau ^{\text{g}}<1} et celui de liquéfaction {\displaystyle \tau ^{\text{l}}=1-\tau ^{\text{g}}}. La quantité {\displaystyle n} de mélange est répartie en une quantité {\displaystyle n^{\text{g}}=\tau ^{\text{g}}n} de gaz et une quantité {\displaystyle n^{\text{l}}=\tau ^{\text{l}}n} de liquide. La quantité {\displaystyle n_{2}} de corps {\displaystyle 2} est répartie en une quantité {\displaystyle n_{2}^{\text{g}}=x_{2}^{\text{g}}n^{\text{g}}} en phase gaz et une quantité {\displaystyle n_{2}^{\text{l}}=x_{2}^{\text{l}}n^{\text{l}}} en phase liquide.
Au point {\displaystyle {\mathsf {D}}} disparait la dernière bulle de gaz, dont la composition est donnée par le point {\displaystyle {\mathsf {D}}^{\text{g}}}. Le mélange est entièrement liquide, avec {\displaystyle \tau ^{\text{g}}=0} et {\displaystyle \tau ^{\text{l}}=1}.
Entre les points {\displaystyle {\mathsf {B}}} et {\displaystyle {\mathsf {D}}} le gaz subit donc une liquéfaction. Le taux de vaporisation {\displaystyle \tau ^{\text{g}}} diminue avec l'augmentation de pression : la quantité {\displaystyle n^{\text{g}}} de gaz diminue et la quantité {\displaystyle n^{\text{l}}} de liquide augmente. La fraction de corps {\displaystyle 2} en phase liquide augmente du point {\displaystyle {\mathsf {B}}^{\text{l}}}, où {\displaystyle x_{2}^{\text{l}}<x_{2}}, au point {\displaystyle {\mathsf {D}}^{\text{l}}={\mathsf {D}}}, où {\displaystyle x_{2}^{\text{l}}=x_{2}}. La fraction de corps {\displaystyle 2} en phase gaz augmente du point {\displaystyle {\mathsf {B}}^{\text{g}}={\mathsf {B}}}, où {\displaystyle x_{2}^{\text{g}}=x_{2}}, au point {\displaystyle {\mathsf {D}}^{\text{g}}}, où {\displaystyle x_{2}^{\text{g}}>x_{2}}.
Entre les points {\displaystyle {\mathsf {D}}} et {\displaystyle {\mathsf {E}}} le mélange est entièrement liquide.